# 宦溪镇
宦溪镇是中国福建省福州市晋安区下辖的一个镇，地處晉安區東北部北峯山區，東到連江縣界，南與馬尾區亭江鎮接壤，西與新店鎮交界，北與壽山鄉毗鄰，宦溪镇主要民族为汉族和畲族、鎮政府駐宦溪村。
《榕城考古略》載：“宦溪，下抵任溪八里而近。”相傳古時村間多出仕官，便以“宦”字作為溪流之名。村莊多臨溪而建，民居沿溪而安，以宦溪為村名。

## 历史沿革
唐朝，宦溪属闽县八座乡稷下里。宋太平兴国六年(981年)，八座乡改隶怀安县。元朝，里改为都，宦溪属怀安县八座乡六都。明万历八年(1508 年)，怀安县并入侯官县，宦溪属八座乡42都。清朝，归侯官县大北岭区。
中华民国期间，今宦溪分别属宦溪、捷后两个乡，属闽侯县新店区(5区)。中华人民共和国成立初，宦溪属闽侯县第8区(石牌区)。1962年归福州市郊区管辖。1970年，改属福州市北峰区。1975年，北峰区撤销，宦溪重新归福州市郊区。1992年，宦溪乡撤乡改镇。
2004年，鼓岭乡并入宦溪镇。

## 行政区划
宦溪镇下辖25个行政村，分别是：
宦溪村、黄田村、黄土岗村、湖中村、牛项村、湖山村、垄头村、山溪村、峨嵋村、亥由村、板桥村、降虎村、弥高村、创新村、中心村、民义村、建立村、增楼村、胜利村、洲洋村、鹅鼻村、宜夏村、过仑村、南洋村和恩顶村。

## 旅游
宦溪镇的鼓岭是著名的避暑胜地。宦溪当地的芙蓉石为寿山石的主要石种之一。